# Kuvajtska rokometna reprezentanca
Kuvajtska rokometna reprezentanca na Svetovnem prvenstvu v rokometu Nemčija 2007. Kuvajt je doslej sodeloval na šestih svetovnih prvenstvih. Selektor kuvajtske reprezentance je trenutno Slovenec Niko Markovič.

## Igralci
- Saad Alazemi (Fahaheel)
- Yousef Alfadhli (Salmija)
- Ali Abdulredha (Kazma)
- Hamed Al Shammari (Al-Sahbab)
- Ibrahim Sanquor (Salmya)
- Torki Alkhalid (Kuvajt)
- Meshal Alenezi (Kazma)
- Husain Al Shamari (Sulaibikhat)
- Bader Ali (Qadiysia)
- Abdulaziz Ahmad (Salmydia)
- Mahdi Al Qallaf  (Qadisya)
- Abdulaziz Al Zoabi (Salmija)
- Najae Al Shatti (Salmija)
- Baqer Al Wazzan (Al-Arabi)
- Fahad Mohammad (Fahaheel)
- Ali Almithin (Kuvajt)
- Dhari Al Obaifan (Jahraa)
- Abdullah Al Theyab (Salmija)
- Hamad Al Theyab (Salmija)
- Hamad Al Rashidi (Sulaibikhat)
- Ali Al Haddad (Qadiysia)
- Faisal Almutairi (Al-Naser)
- Saleh Al Jaimaz (Qadiysia)

## Dosedanji uspehi
Svetovna prvenstva:
- 22. mesto, Svetovno prvenstvo v rokometu Tunizija 2005
- 20. mesto, Svetovno prvenstvo v rokometu Portugalska 2003
- 23. mesto, Svetovno prvenstvo v rokometu Francija 2001
- 19. mesto, Svetovno prvenstvo v rokometu Egipt 1999
- 17. do 20. mesto, Svetovno prvenstvo v rokometu Islandija 1995
- 15. mesto, Svetovno prvenstvo v rokometu Nemčija 1982